# 仙宾礁
（直译：「萨比纳浅滩」，直译：「依斯戈沓礁」），是位于南海南沙群岛东南部的一个環礁，在蓬勃暗沙西北约26海里、菲律宾巴拉望岛以西约75海里。整个礁平台凹凸不平，从西北－东南方向延伸约23公里。东南部较窄，礁头凸起；西北部较宽而低平。低潮时整个礁平台出露。礁湖水深3.6～18米。目前中华民国、中华人民共和国、菲律宾、越南皆声称对仙宾礁拥有主权。
2024年，菲律賓與中國在仙賓礁周邊發生多起海上衝突。菲律宾海岸警卫队大型巡逻舰“特雷莎·马格巴努亚”号（BRP Teresa Magbanua）于4月起被部署至仙宾礁，以监视中国在该处的填海造陆活动。中国则指责菲律宾在仙宾礁非法滞留，形成「军事化准坐滩」。随后数月菲律宾多艘海警船频频遭到中国海警舰艇碰撞，造成船体受损。特雷莎·马格巴努亚号最终于9月15日返回菲律宾巴拉望岛公主港维修。之後，仙宾礁由中华人民共和国实际控制。

## 名稱
仙賓礁的英語名稱爲「Sabina Shoal」，譯為「萨比纳浅滩」，又譯作「薩賓娜淺灘」、「萨比纳礁」等。其英文名稱來源於1836年首次披露此礁位置的美國船「萨比纳」號（Sabina）。
1935年，中华民国水陆地图审查委员会审定公布《中国南海各岛屿华英名对照表》，其中「Sabina Shoal」被音译为「西賓那灘」。1947年10月，中华民国内政部公布《南海諸島新舊名稱對照表》，西賓那灘更名为「仙賓暗沙」。
1983年，中华人民共和国中国地名委员会公布的标准名称为「仙宾礁」，旁注中國渔民习用名称「鱼鳞」。1987年广东省地名委员会编写的《南海诸岛地名资料汇编》亦称中国渔民向称仁爱礁为「鱼鳞」，因为片片礁石出水似鱼鳞状，故名。
菲律賓称为「依斯戈沓礁」，中文又譯作「艾斯柯达礁」、「艾斯柯达浅滩」、「埃斯科达浅滩」等。其名称来自菲律宾的二战抗日英雄扶西華·連妮絲·依斯戈沓，她也是菲律宾著名的教育家、社会工作者和女权倡导者。

## 歷史

### 發現
英国《航海杂志》在1836年刊载了美國紐約萨比纳號船長法蘭奇（Captain French）在1835年發現仙賓礁的經過。當時他為了驗證《賀斯堡海圖》（Horsburgh's Charts）中位置不明的「賓夕法尼亞群礁」是否存在，將船停靠在大約北緯9度39分，東經116度40分的位置，此時礁石在他以北兩海里處，他可以清楚地看到岩石，洶湧的海浪正猛烈地拍打它。
1837年的《航海杂志》引述了1835年11月11日孟買號船長魯斯（Captain E. Routh）的航海日志。當時孟買號與美國波士頓的亨利·克萊號（Henry Clay）同行，在幾乎相同的位置上，兩艘船都清楚目視到了海上的破浪礁。這證實了仙宾礁的存在。

### 主权争议
目前中華人民共和國、中華民國和菲律宾都声称拥有仙宾礁的主权。1987年，中華人民共和國南沙综合科考队对南沙群岛进行综合调查，曾登陆仙宾礁，并留下了石碑和标识物，后被菲律宾军队破坏。
2012年1月，菲律宾外交部援引菲律宾国防部和军方的报告称，两艘中国船只和一艘中国海军军舰分别于2011年12月11日和12日出现在萨比纳礁（仙宾礁）附近，菲律宾对此提出抗议。
2013年，菲律宾对中国提起仲裁，以求解决包括仙宾礁在内的争议岛礁的领土主权问题。2016年，由海牙常设仲裁法院提供场地和秘书服务的临时仲裁庭作出仲裁，以为中华人民共和国对“九段线”内的权利主张不存在历史性权利，因此该环礁在行政上属于菲律宾巴拉望省卡拉延市。但中华人民共和国没有参与，也不“接受或承认”这一仲裁。
2023年2月，菲方稱發現26艘中國漁船在仙賓礁周邊和潟湖內活動，並坦言中國已經佔上風。據報導，中方派來的海警船排水量是菲律賓最大船隻的5倍之多，並配備軍用規格的火砲與直升機坪等，菲國的媒體與政客批其耀武揚威，只會影響國家良善形象、徒增衝突風險，中方則斥責海警船均按規最大克制執法，反對惡意炒作。

## 2024年中菲仙賓礁衝突
2024年4月到9月，因菲律賓海警9701艦（即“特雷莎·马格巴努亚”号）在仙宾礁停留，引爆後續長達五個月談談打打的對峙。有推測顯示菲方是想在美國支持下，目標是要复制在仁爱礁（第二托马斯礁）「马德雷山号」的坐滩所發起的行動。
6月4日，菲律宾海警船在仙宾礁附近海域吊放数艘小艇登陸仙宾礁沙洲。中國方面表示对菲船只采取管制措施。
7月1日，菲律宾開始改派3艘海警船出動，对滞留在仙宾礁的海警9701舰过驳人员物资，中国海警談判獲得同意，表示破例運補，這是基於6月双方曾达成一个临时协议，但全程跟监管控。據了解，船上已囤積了大量器材以及補給物資，菲律賓明示，要在仙賓礁上構建前沿武裝基地，例如水泥、建築用材料、桶裝油料等陸續由巡邏艇遞補。
8月4日，中国海警局表示，8月3日以来，菲律宾當局巡逻艇和多艘渔船先后聚集在仙宾礁附近海域活动，中国海警全程跟监。
8月19日，中國方面指控菲律宾两艘海警船在仙宾礁附近海域冲撞中国海警执法艇，造成双方船只发生碰撞。
8月25日，中国指責一艘菲律宾船只进入仙宾礁后，中国海警对该船采取了控制措施。菲律宾指控中国海警船对菲律宾船只动粗冲撞。8月26日，中国海警又指菲国船只再次现身仙宾礁邻近海域。
8月27日，南海緊張局勢因菲中公務船接連碰撞而再升高，美國印太司令部司令帕帕羅（Samuel Paparo）說，美國艦船可護送菲律賓船隻在南海執行補給任務，這是完全合理的選擇，但需要美菲兩國間的協商。
8月31日早上08時02分，滯留仙賓礁的菲律賓海警9701號船起錨，不過沒有回菲的跡象。12時06分，菲律賓海警9701號船與中方的5205艦發生擦碰。
2024年9月14日，媒體報導稱，菲律宾9701舰最終离开了仙宾礁返回巴拉望岛，報導稱有些船員需要即時醫療救助，因此不得不放棄。《馬尼拉時報》17日報導，總統希望要恢復菲軍仙宾礁的存在，但中國船隊隨後加強了駐守，恐令當地已無菲方船隻可進。9月20日左右，菲律賓國家安全顧問安約在甲美地省出席活動時，向堵訪的菲國媒體記者聲稱，強調近期只是天氣不好暫避，軍方已經再次派人宣示主權，但第二批船隻關閉了定位系統，也並未透露細節。後來該艦被用於防堵中國艦艇過度抵近本土100海浬界線。